# Pelin Karahan
Vildan Pelin Karahan (Ankara, Turquía, 7 de septiembre de 1984) es una actriz turca.

## Educación
Karahan estudió en Arı College Elemental School, y completó la escuela secundaria parte en Ankara Gaziosmanpaşuna Primary School, y parte en Ödemiş Primary School. Se graduó del Lyceum de Sokollu Mehmet Paşun y luego de la Escuela de Empresas de Turismo en la Universidad de Anadolu.

## Carrera
En el inicio de su carrera, Karahan realizó publicidades para Coca-Cola Light y Carrefour.  Representó a Aslı Zeybek en la serie televisiva para adolescentes, Kavak Yelleri, retransmitido en el canal de televisión turca Kanal D de 2007 a 2011.
En 2012,  firma para la serie popular Muhteşem Yüzyıl (El sultán), representando a la sultana Mihrimah, hija del Sultán Suleiman el Magnífico.

## Vida personal
Karahan estuvo casada con su instructor de pilates, Erdinç Bekiroğlu, de 2011 hasta 2013. El 24 de junio de 2014, se casó con Bedri Güntay. En diciembre de 2014 tuvieron su primer hijo llamado Ali Demir. Su segundo hijo llamado Can Eyüp nació en marzo del 2017.

## Filmografía

### Televisivo
| Año       | Título           | Personaje       |
| --------- | ---------------- | --------------- |
| 2007-2011 | Kavak Yelleri    | Aslı Zeybek     |
| 2012      | Mavi Kelebekler  |                 |
| 2012-2014 | Muhteşem Yüzyıl  | Mihrimah Sultan |
| 2015-2016 | Yeter            | Aylin Harmanlı  |
| 2018      | Yuvamdaki Düşman | Aylin Yılmaz    |

## Premios
| Año  | Premio                                         | Categoría                                | Título        | Resultado |
| ---- | ---------------------------------------------- | ---------------------------------------- | ------------- | --------- |
| 2011 | Medios de comunicación y Premios de Artes      | Mejor actriz en serie televisiva exitosa | Kavak Yelleri |           |
| 2015 | 6.º Beirut Festival de Premios Internacionales | Mejor actriz internacional               | Ganadora      |           |